# Sick Soundtrack
Sick Soundtrack  è il secondo album del gruppo musicale italiano Gaznevada.

## Accoglienza
L'album è presente nella classifica dei 100 dischi italiani più belli di sempre secondo Rolling Stone Italia alla posizione numero 42. In una recensione della ristampa del 2020 del disco, la rivista Rumore dichiara che esso è uno degli album più importanti, se non il più importante della new wave italiana, e asserisce che sarebbe il disco "con il quale il punk italiano diventa adulto".

## Tracce
1. Going Underground
2. Japanese Girl
3. Shock Antistatico
4. Pordenone Ufo Attack
5. Tij U Wan
6. Oil Tubes
7. Nightmare Telegraph
8. Walkytalkin
9. Now I Want to Kill You
10. Billy Blade & The Electric Razors - I See My Baby Standing on A Plane

## Musicisti
Gaznevada
- Andy Nevada – voce solista, elettronica
- Billy Blade – sax tenore, sax baritono, organo Farfisa, cori; voce solista in "Oil Tubes", "Nightmare Telegraph" e "Now I Want to Kill You"
- E. Robert Squibb – chitarre, cori; basso in "Going Underground"
- Chainsaw Sally – basso, cori
- Bat Matic – batteria, cori

Ospiti
- Tiziano Popoli – pianoforte preparato in "Japanese Girls"
- Oderso Rubini – elettronica in "Pordenone UFO Attack"
- Fawzia – voce femminile in "Oil Tubes"[5]